# Gramercy (Louisiane)
Pour les articles homonymes, voir Gramercy.
Gramercy est une ville située dans la paroisse de Saint-Jacques en Louisiane.
Le territoire communal s'étend sur 5,4 km2. Son altitude s'élève à 5 mètres.

## Historique
À l'époque de la Louisiane française, le lieu était un poste de traite et de commerce entre les colons français et les Amérindiens, fondé en 1739 par Joseph Delille Dupart, commissionnaire auprès des nations indiennes sous l'autorité du gouverneur français de la Nouvelle-France, Jean-Baptiste Le Moyne de Bienville, fondateur de La Nouvelle-Orléans. 
Le nom "Gramercy" est directement dérivé du français 'grand merci', expression toujours en usage dans le provençal "Gramerci". 

## Démographie
| Groupe            | Gramercy | Louisiane | États-Unis |
| ----------------- | -------- | --------- | ---------- |
| Blancs            | 51,5     | 62,6      | 72,4       |
| Afro-Américains   | 46,6     | 32,0      | 12,6       |
| Métis             | 0,7      | 1,6       | 2,9        |
| Amérindiens       | 0,6      | 0,7       | 0,9        |
| Asiatiques        | 0,4      | 1,6       | 4,8        |
| Autres            | 0,2      | 1,6       | 6,4        |
| Total             | 100      | 100       | 100        |
|                   |          |           |            |
| Latino-Américains | 1,0      | 4,3       | 16,7       |

Selon l'American Community Survey, pour la période 2011-2015, 96,67 % de la population âgée de plus de 5 ans déclare parler anglais à la maison, alors que 1,08 % déclare parler et l'espagnol, 0,99 % le vietnamien, 0,96% le français et 0,30 %.